# Atka (illa)
Atka Island; en aleutià Atx̂ax̂) és l'illa més gran del subgrup de les illes Andreanof, a les illes Aleutianes, Alaska. Es troba uns 80 quilòmetres a l'est de l'illa d'Adak. Fa uns 100 quilòmetres de llarg per entre 3 i 32 quilòmetres d'ample, amb una superfície de 1.048 km², cosa que la situa en la 22a illa més gran dels Estats Units. Al nord-est de l'illa hi ha el volcà Korovin, que s'alça fins als 1.533 metres, mentre al sud hi ha el Mont Sergief, de 560 metres. Oglodak és una illa que es troba a 5,5 quilòmetres del cap Kigun, el punt més occidental d'Atka.

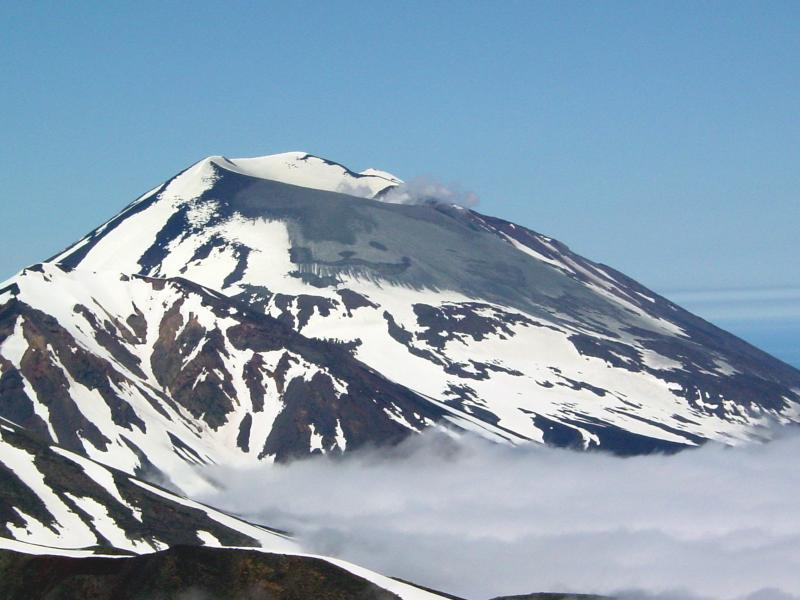
Mont Korovin, cim culminant d'Atka amb 1.533 m.

La ciutat d'Atka es troba al costat est de l'illa. En el cens de població del 2000 s'indicava que a l'illa hi vivien 95 persones, quasi totes elles a la vila d'Atka.
El 5 de desembre de 2008, el president George W. Bush inaugurà un Monument Nacional en commemoració dels fets que van tenir lloc a l'illa durant la Segona Guerra Mundial.